# 然特拉克
然特拉克（法語：Gintrac，法語發音：[ʒɛ̃tʁak]）是法国洛特省的一个市镇，属于菲雅克区。

## 地理
然特拉克（44°53'42"N, 1°45'46"E）面积6.79 平方千米，位于法国奧克西塔尼大區洛特省，该省份为法国西南部内陆省份，北起顺时针与科雷兹省、康塔爾省、阿韦龙省、塔恩-加龙省、洛特-加龍省和多尔多涅省接壤。
与然特拉克接壤的市镇（或旧市镇、城区）包括：卡雷纳克、卢布勒萨克、米耶尔、帕迪拉克、普吕多马、托里亚克。

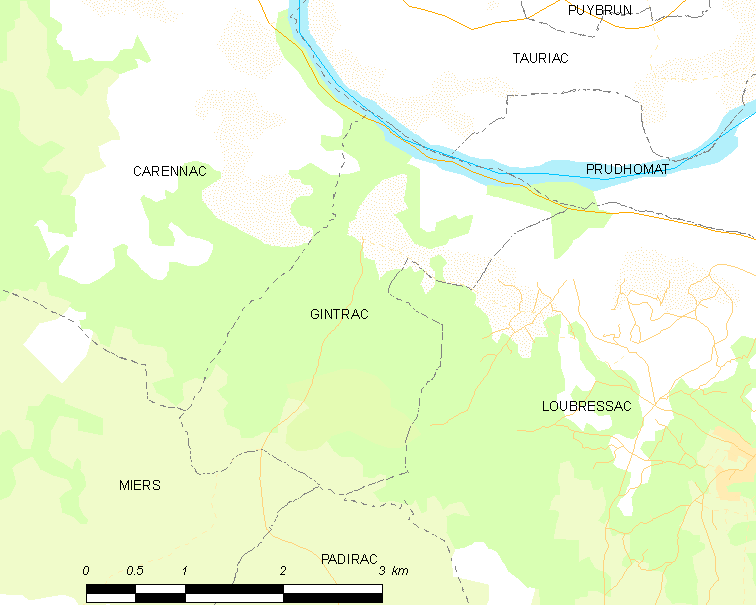
然特拉克的OSM定位图

然特拉克的时区为UTC+01:00、UTC+02:00（夏令时）。

## 行政
然特拉克的邮政编码为46130，INSEE市镇编码为46122。

## 政治
然特拉克所属的省级选区为塞尔-塞加拉县。

## 人口

1962-2008年间然特拉克人口变化图示

然特拉克于2022年1月1日时的人口数量为95人。